# Midtown Manhattan

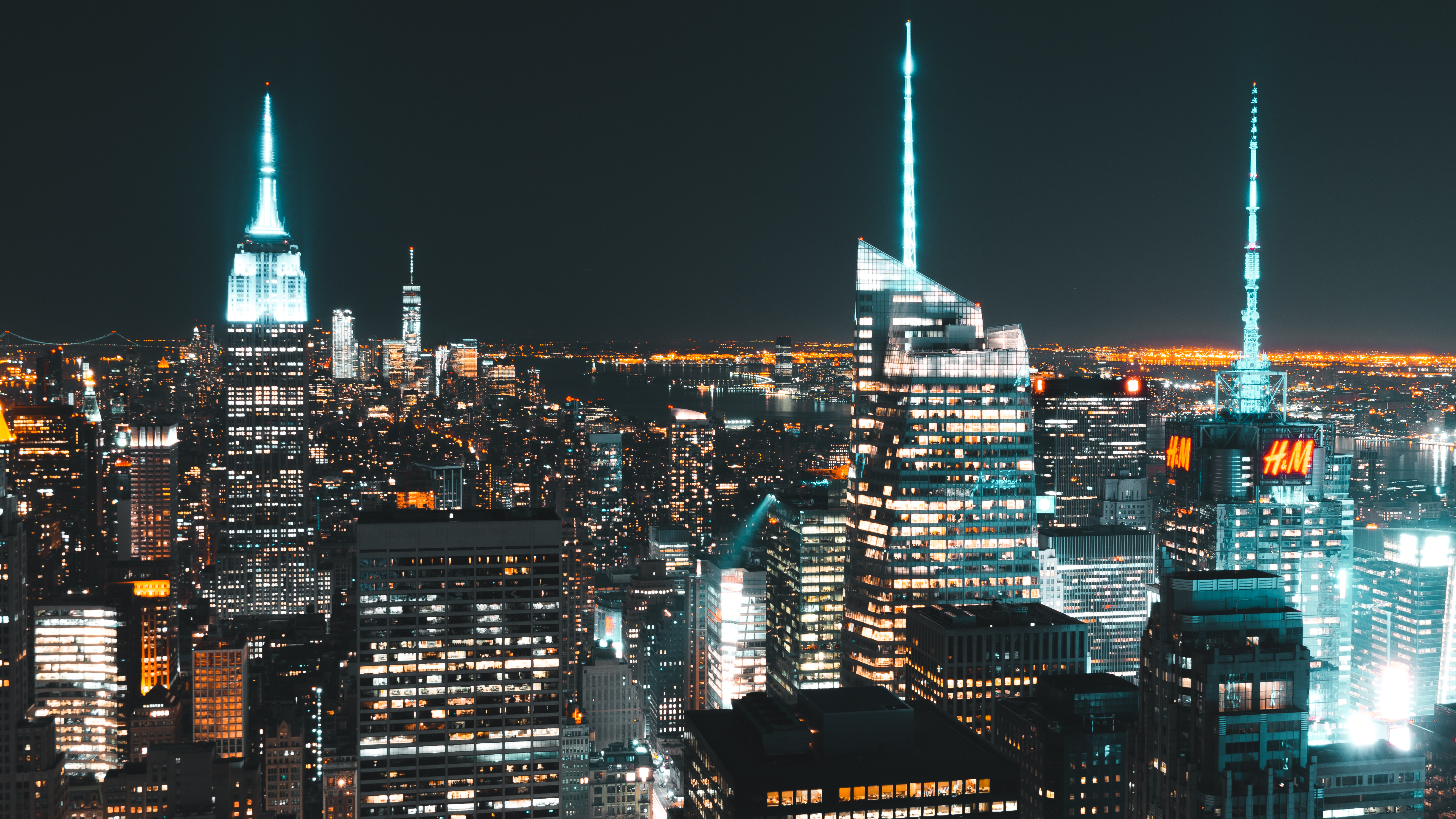
Die Skyline von Midtown Manhattan bei Nacht

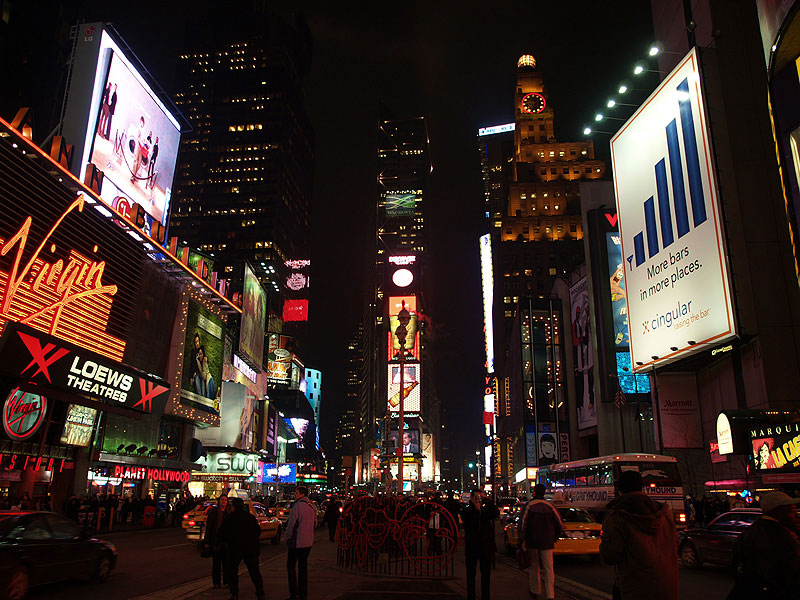
Times Square in Midtown Manhattan

Midtown Manhattan (oder einfach Midtown) ist eine ungenaue geografische Bezeichnung für den horizontal mittleren Teil des New Yorker Stadtbezirks (borough) Manhattan. Midtown grenzt im Norden an Upper East Side, Central Park und Upper West Side und im Süden an Downtown. Die westliche Grenze bildet der Hudson River, die östliche der East River.

## Lage
Die exakten Lagen der drei Bezeichnungen Upper Manhattan (Uptown), Midtown und Downtown für Manhattan sind nicht genau definiert. Im Allgemeinen wird als nördliche Grenze von Midtown Manhattan im Norden die 59th Street angesehen. Als Beginn von Uptown werden am häufigsten die 96th und 110th Street (Harlem) oder gar die 125th Street bezeichnet, sodass Upper West Side, Upper East Side und Central Park zwischen Midtown und Uptown liegen.
Die südliche Grenze Midtowns ist entsprechend ebenso nicht genau festgelegt. Wenn die New Yorker Stadtviertel (neighborhoods) Chelsea, Gramercy und Stuyvesant Town als Midtown South zu Midtown Manhattan gezählt werden, markiert die 14th Street die südliche Grenze. Werden diese Viertel zu Downtown gezählt, beginnt Midtown Manhattan im Süden an der 34th Street. Wieder andere sehen die südliche Grenze Midtown Manhattans an der 31st Street oder zwischen der 34th und der 14th Street.
Gelegentlich wird Midtown als die enger gefasste Bezeichnung für das Gebiet zwischen der 59th und der 31st Street verwendet, während Midtown Manhattan als weiter gefasster Begriff das Gebiet zwischen der 96th und der 14th Street umfasst. Nach dieser Auffassung befindet sich das Zentrum von Midtown Manhattan auf einer Fläche von ungefähr 5 km² zwischen der 31st Street, der 59th Street, der Third Avenue und der Ninth Avenue.
Insgesamt umfasst das Gebiet Midtown Manhattan, je nach Definition, etwa eine Fläche von 12 km². Immobilienmakler bezeichnen die teuerste Ecke von Midtown als „Plaza District“, der zwischen der 42nd Street, 59th Street, der Third Avenue und Seventh Avenue liegt.

## Wirtschaftliche Bedeutung
Midtown Manhattan ist ein wichtiges Finanzviertel in New York City und gilt als das größte Geschäftszentrum der USA. Einige Konzerne haben dort ihren Hauptsitz, und auch für die Industrie ist Midtown wichtig. Die Bewohner gehören meist der Oberschicht an.

## Bauwerke und öffentliche Freiräume
In Midtown stehen einige der bekanntesten Wolkenkratzer von New York City – unter anderem das Empire State Building, der Bank of America Tower und das Chrysler Building sowie der New York Times Tower. Diese gehören zu den höchsten Gebäude der Stadt. Des Weiteren entstehen seit den 2010er Jahren neue superschlanke Wohntürme, auch Bleistifttürme genannt, wie der Central Park Tower. Bekannt ist in Midtown auch der Times Square.
| - Empire State Building (381 m) - Chrysler Building (319 m) - Bank of America Tower (366 m) - One Vanderbilt (427 m) - Comcast Building (259 m) - The Roosevelt Hotel | - New York Times Tower (319 m) - 30 Hudson Yards (395 m) - Citigroup Center (279 m) - Time Warner Center (228 m) - Tower 49 (187 m) - UN-Hauptquartier (155 m) | - Rockefeller Center - Museum of Modern Art - New York Public Library - James Farley Post Office - The Plaza | - Central Park Tower (472 m) - 432 Park Avenue (426 m) - Grand Central Terminal - Pennsylvania Station - Grand Central Madison - St. Patrick’s Cathedral | - Times Square - Hudson Yards - Carnegie Hall - Madison Square Garden - Bryant Park - 50 United Nations Plaza |

Midtown Manhattan von Weehawken aus gesehen, 2021
Midtown Manhattan von Weehawken aus bei Sonnenuntergang gesehen, 2021
Midtown Manhattan von Weehawken aus in der Nacht gesehen, 2021

## Viertel in Midtown Manhattan
| - Midtown Manhattan - Columbus Circle - Rockefeller Center - Times Square - Diamond District - Theater District - Koreatown | - Midtown East - Murray Hill - Turtle Bay - Sutton Place - Tudor City - Little Brazil - Lexington Avenue | - Midtown West - Hell’s Kitchen, Clinton - Hudson Yards - Garment District - Herald Square - Tenderloin | - Midtown South - Chelsea - Meatpacking District - Madison Square und Flatiron District - Union Square - Gramercy - Peter Cooper Village und Stuyvesant Town |